# Arahitogami
Arahitogami (現人神／荒人神) est un terme japonais qui signifie littéralement « divinité qui apparaît comme homme ». Il s'agit d'une personne encore en vie déjà vénérée comme un kami ou la divinité absolue.

## Histoire
Dans le shintoïsme, le culte des âmes des morts en tant que kamis est commun. En revanche, il s'agit avec l’arahitogami d'une personne encore en vie déjà vénérée comme un kami. La première occurrence du mot se trouve dans le Nihon shoki au VIIIe siècle.
Dans le shintoïsme d'État de l'ère Meiji, ce terme est utilisé pour désigner le tennō (empereur) afin de souligner sa divinité.

## Akitsumikami
La divinité de l'empereur du Japon est répudiée par le Shōwa Tennō dans son discours du Nouvel An de 1946, discours connu sous le nom ningen-sengen (déclaration d'humanité) qui explique que le lien entre lui et son peuple a toujours été basé sur la confiance et l'affection et non sur des mythes et des légendes. Cependant, à la place d'arahitogami, est utilisée l'expression moins courante akitsumikami (現御神, mais aussi 現神, 現為明神, 明神 ou 明御神) : « Les liens entre nous et notre peuple ont toujours été fondés sur la confiance mutuelle et l'admiration mutuelle et ne sont en aucune façon des produits de mythes et de légendes. Ils ne sont pas basés sur l'illusion que le tennô est un Dieu présent (akitsumikami), que le peuple japonais est différent et qu'il a pour mission de gouverner le monde,. »
Certains critiques sont d'avis qu'avec cette répudiation l'empereur n'a fait que dénier une qualité supernaturelle qui lui était prêtée, qualité qu'il n'a effectivement jamais possédée selon l'enseignement shinto, pour satisfaire à l'idée chrétienne de Dieu, dont il était pensé que l'occupant signifiait dans sa requête l'abandon du statut divin. Un autre argument des critiques est qu'il n'est pas du pouvoir du Tennō de rejeter sa divinité au sens de kami de la Nature (神格性, shinkaku-sei) descendant d'Amaterasu (la déesse du Soleil), car il s'agit là d'un fait historique.
Un autre argument utilisé porte sur les nombreuses variantes de l'orthographe d’akitsumikami. Tous se lisent indifféremment akitsumikami, mais ils ne sont pas toujours utilisés dans le même contexte. La plupart du temps, c'est-à-dire lorsqu'il décrit l'empereur du Japon, c'est en tant que dirigeant du monde tel qu'il est dans l'instant présent (naka-ima), un concept situé au cœur de la métaphysique shintoïste. Mais l'orthographe 明神 utilisée par exemple dans le texte du Sumiyoshi-taisha shindaiki (住吉大社神代記), est légèrement différente, car évoquant l'idée d'un kami rendant sa forme et son aspect apparents, ce qui est considéré comme un phénomène miraculeux en soi. De là, on pourrait également arguer du fait que : au vu des siècles d'instabilité de son histoire et, par exemple, la corruption des tribunaux impériaux fin Heian et début Kamakura ; le fait que l'état monarchique parvienne à manifester une forme suffisamment tangible et palpable pour techniquement gouverner le pays, est un phénomène quasiment miraculeux en soit, suffisamment peut être pour se porter candidat à l’akitsumikami. Comme le remarque Jean Herbert, le shintō fait, de façon générale, assez peu de différence entre le temps des dieux (kamiyo) et le temps des humains (hitoyo), plaçant l'un en continuité de l'autre dans sa chronologie mythologique.
Dans la Constitution du Japon de 1947, l'empereur n'a plus qu'un rôle de symbole de l'État. Il est aussi le grand prêtre du shintoïsme. Depuis la fin de la guerre, la cérémonie daijō-sai (大嘗祭, précédemment Ōnihe-no-matsuri) d'accession au trône (国事行為, kokuji kōi) n'est plus officielle et ne représente qu'une fonction religieuse. Les partisans radicaux de l'empereur et les nationalistes (comme l'extrême-droite uyoku, ainsi que des politiciens conservateurs et shintoïstes) exigent cependant la nationalisation des daijō-sai. Il existe actuellement des discussions au regard des articles 20 et 89 de la Constitution.